# Esqui cross-country nos Jogos Olímpicos de Inverno de 2010 - Velocidade individual feminino

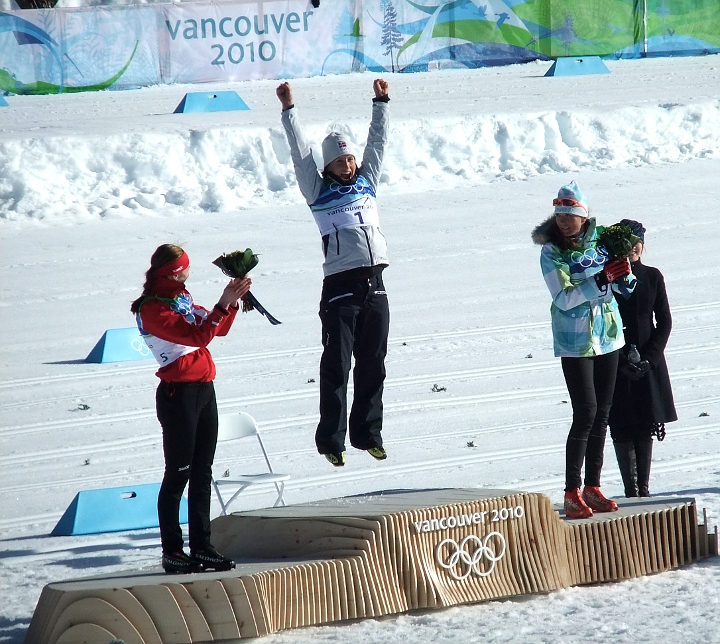
Marit Bjørgen a celebrar a medalha de ouro.

A competição de velocidade individual feminino do esqui cross-country nos Jogos Olímpicos de Inverno de 2010 ocorreu no dia 17 de fevereiro no Parque Olímpico de Whistler.

## Medalhistas
| Ouro   | NOR Marit Bjørgen     |
| Prata  | POL Justyna Kowalczyk |
| Bronze | SLO Petra Majdič      |

## Resultados

### Qualificação
| Pos. | Nº | Atleta                     | Tempo   | Diferença | Notas |
| ---- | -- | -------------------------- | ------- | --------- | ----- |
| 1    | 2  | NOR Marit Bjørgen          | 3:38.05 | +0.00     | Q     |
| 2    | 18 | FIN Aino-Kaisa Saarinen    | 3:38.82 | +0.77     | Q     |
| 3    | 23 | SWE Anna Olsson            | 3:41.95 | +3.90     | Q     |
| 4    | 12 | ITA Magda Genuin           | 3:42.18 | +4.13     | Q     |
| 5    | 17 | POL Justyna Kowalczyk      | 3:43.35 | +5.30     | Q     |
| 6    | 21 | FIN Virpi Kuitunen         | 3:43.72 | +5.67     | Q     |
| 7    | 7  | SLO Katja Visnar           | 3:44.10 | +6.05     | Q     |
| 8    | 13 | NOR Celine Brun-Lie        | 3:44.71 | +6.66     | Q     |
| 9    | 22 | GER Nicole Fessel          | 3:44.79 | +6.74     | Q     |
| 10   | 24 | USA Kikkan Randall         | 3:44.97 | +6.92     | Q     |
| 11   | 25 | NOR Astrid Jacobsen        | 3:45.01 | +6.96     | Q     |
| 12   | 1  | AUT Katerina Smutna        | 3:45.03 | +6.98     | Q     |
| 13   | 8  | SWE Magdalena Pajala       | 3:45.50 | +7.45     | Q     |
| 14   | 5  | RUS Natalya Korostelyova   | 3:45.56 | +7.51     | Q     |
| 15   | 20 | FIN Pirjo Muranen          | 3:46.04 | +7.99     | Q     |
| 16   | 6  | SVK Alena Procházková      | 3:46.16 | +8.11     | Q     |
| 17   | 27 | CAN Daria Gaiazova         | 3:46.97 | +8.92     | Q     |
| 18   | 47 | CAN Chandra Crawford       | 3:47.25 | +9.20     | Q     |
| 19   | 3  | SLO Petra Majdič           | 3:47.84 | +9.79     | Q     |
| 20   | 10 | FIN Kirsi Perälä           | 3:48.08 | +10.03    | Q     |
| 21   | 4  | SLO Vesna Fabjan           | 3:48.40 | +10.35    | Q     |
| 22   | 26 | JPN Madoka Natsumi         | 3:48.48 | +10.43    | Q     |
| 23   | 31 | FRA Aurore Cuinet          | 3:48.52 | +10.47    | Q     |
| 24   | 38 | GER Katrin Zeller          | 3:48.63 | +10.58    | Q     |
| 25   | 19 | SWE Ida Ingemarsdotter     | 3:49.11 | +11.06    | Q     |
| 26   | 16 | RUS Yevgeniya Shapovalova  | 3:49.52 | +11.47    | Q     |
| 27   | 14 | SWE Hanna Falk             | 3:49.94 | +11.89    | Q     |
| 28   | 30 | NOR Maiken Caspersen Falla | 3:50.23 | +12.18    | Q     |
| 29   | 33 | GER Hanna Kolb             | 3:50.29 | +12.24    | Q     |
| 30   | 40 | SUI Doris Trachsel         | 3:50.85 | +12.80    | Q     |
| 31   | 28 | EST Kaija Udras            | 3:51.05 | +13.00    |       |
| 32   | 15 | KAZ Oxana Jatskaja         | 3:51.27 | +13.22    |       |
| 33   | 37 | CZE Eva Nývltová           | 3:51.37 | +13.32    |       |
| 34   | 43 | CAN Sara Renner            | 3:51.79 | +13.74    |       |
| 35   | 9  | RUS Elena Turysheva        | 3:51.99 | +13.94    |       |
| 36   | 35 | KAZ Elena Kolomina         | 3:52.12 | +14.07    |       |
| 37   | 34 | EST Triin Ojaste           | 3:52.31 | +14.26    |       |
| 38   | 50 | USA Holly Brooks           | 3:52.51 | +14.46    |       |
| 39   | 29 | ITA Karin Moroder          | 3:53.74 | +15.69    |       |
| 40   | 11 | RUS Olga Rocheva           | 3:53.87 | +15.82    |       |
| 41   | 39 | CAN Perianne Jones         | 3:54.27 | +16.22    |       |
| 42   | 45 | BLR Nastassia Dubarezava   | 3:56.87 | +18.82    |       |
| 43   | 32 | ITA Elisa Brocard          | 3:58.27 | +20.22    |       |
| 44   | 52 | ROU Monika Gyorgy          | 3:58.32 | +20.27    |       |
| 45   | 46 | KAZ Elena Antonova         | 4:01.35 | +23.30    |       |
| 46   | 36 | BLR Olga Vasiljonok        | 4:01.73 | +23.68    |       |
| 47   | 49 | NZL Katherine Calder       | 4:03.11 | +25.06    |       |
| 48   | 48 | KAZ Marina Matrossova      | 4:03.14 | +25.09    |       |
| 49   | 41 | LTU Irina Terentjeva       | 4:04.47 | +26.42    |       |
| 50   | 44 | AUS Esther Bottomley       | 4:05.12 | +27.07    |       |
| 51   | 42 | CHN Man Dandan             | 4:08.55 | +30.50    |       |
| 52   | 51 | CRO Nina Broznić           | 4:15.31 | +37.26    |       |
| 53   | 53 | TUR Kelime Çetinkaya       | 4:22.32 | +44.27    |       |
| 54   | 54 | KGZ Olga Reshetkova        | 4:32.96 | +54.91    |       |

### Quartas de final
Quartas de final 1
| Pos. | Chave | Atleta              | Tempo  | Diferença | Notas |
| ---- | ----- | ------------------- | ------ | --------- | ----- |
| 1    | 1     | NOR Marit Bjørgen   | 3:35.4 | +0.0      | Q     |
| 2    | 11    | NOR Astrid Jacobsen | 3:39.0 | +3.6      | Q     |
| 3    | 10    | USA Kikkan Randall  | 3:39.4 | +4.0      | Q     |
| 4    | 20    | FIN Kirsi Perälä    | 3:39.7 | +4.3      |       |
| 5    | 21    | SLO Vesna Fabjan    | 3:43.7 | +8.3      |       |
| 6    | 30    | SUI Doris Trachsel  | 3:44.7 | +9.3      |       |

Quartas de final 2
| Pos. | Chave | Atleta                   | Tempo  | Diferença | Notas |
| ---- | ----- | ------------------------ | ------ | --------- | ----- |
| 1    | 4     | ITA Magda Genuin         | 3:41.9 | +0.0      | Q     |
| 2    | 14    | RUS Natalya Korostelyova | 3:42.9 | +1.0      | Q     |
| 3    | 24    | GER Katrin Zeller        | 3:43.0 | +1.1      |       |
| 4    | 7     | SLO Katja Visnar         | 3:43.5 | +1.6      |       |
| 5    | 17    | CAN Daria Gaiazova       | 3:44.4 | +2.5      |       |
| 6    | 27    | SWE Hanna Falk           | 4:22.5 | +40.6     |       |

Quartas de final 3
| Pos. | Chave | Atleta                    | Tempo  | Diferença | Notas |
| ---- | ----- | ------------------------- | ------ | --------- | ----- |
| 1    | 5     | POL Justyna Kowalczyk     | 3:38.8 | +0.0      | Q     |
| 2    | 6     | FIN Virpi Kuitunen        | 3:39.9 | +1.1      | Q     |
| 3    | 25    | SWE Ida Ingemarsdotter    | 3:40.0 | +1.2      |       |
| 4    | 16    | SVK Alena Procházková     | 3:40.1 | +1.3      |       |
| 5    | 15    | FIN Pirjo Muranen         | 3:41.7 | +2.9      |       |
| 6    | 26    | RUS Yevgeniya Shapovalova | 3:43.2 | +4.4      |       |

Quartas de final 4
| Pos. | Chave | Atleta                  | Tempo  | Diferença | Notas |
| ---- | ----- | ----------------------- | ------ | --------- | ----- |
| 1    | 19    | SLO Petra Majdič        | 3:40.2 | +0.0      | Q     |
| 2    | 12    | AUT Katerina Smutna     | 3:40.5 | +0.3      | Q     |
| 3    | 2     | FIN Aino-Kaisa Saarinen | 3:40.7 | +0.5      |       |
| 4    | 9     | GER Nicole Fessel       | 3:41.2 | +1.0      |       |
| 5    | 29    | GER Hanna Kolb          | 3:41.6 | +1.4      |       |
| 6    | 22    | JPN Madoka Natsumi      | 3:42.6 | +2.4      |       |

Quartas de final 5
| Pos. | Chave | Atleta                     | Tempo  | Diferença | Notas |
| ---- | ----- | -------------------------- | ------ | --------- | ----- |
| 1    | 3     | SWE Anna Olsson            | 3:36.5 | +0.0      | Q     |
| 2    | 13    | SWE Magdalena Pajala       | 3:37.7 | +1.2      | Q     |
| 3    | 8     | NOR Celine Brun-Lie        | 3:39.7 | +3.2      | Q     |
| 4    | 28    | NOR Maiken Caspersen Falla | 3:41.6 | +5.1      |       |
| 5    | 23    | FRA Aurore Cuinet          | 3:48.7 | +12.2     |       |
| 6    | 18    | CAN Chandra Crawford       | 3:50.0 | +13.5     |       |

### Semifinais
Semifinal 1
| Pos. | Chave | Atleta                   | Tempo  | Diferença | Notas |
| ---- | ----- | ------------------------ | ------ | --------- | ----- |
| 1    | 1     | NOR Marit Bjørgen        | 3:39.3 | +0.0      | Q     |
| 2    | 4     | ITA Magda Genuin         | 3:42.2 | +2.9      | Q     |
| 3    | 11    | NOR Astrid Jacobsen      | 3:44.2 | +4.9      |       |
| 4    | 10    | USA Kikkan Randall       | 3:45.9 | +6.6      |       |
| 5    | 6     | FIN Virpi Kuitunen       | 3:46.4 | +7.1      |       |
| 6    | 14    | RUS Natalya Korostelyova | 3:48.1 | +8.8      |       |

Semifinal 2
| Pos. | Chave | Atleta                | Tempo  | Diferença | Notas |
| ---- | ----- | --------------------- | ------ | --------- | ----- |
| 1    | 5     | POL Justyna Kowalczyk | 3:38.0 | +0.0      | Q     |
| 2    | 3     | SWE Anna Olsson       | 3:38.7 | +0.7      | Q     |
| 3    | 8     | NOR Celine Brun-Lie   | 3:40.1 | +2.1      | Q     |
| 4    | 19    | SLO Petra Majdič      | 3:41.2 | +3.2      | Q     |
| 5    | 13    | SWE Magdalena Pajala  | 3:45.0 | +7.0      |       |
| 6    | 12    | AUT Katerina Smutna   | 3:45.1 | +7.1      |       |

### Final
| Pos.              | Chave | Atleta                | Tempo  | Diferença | Notas |
| ----------------- | ----- | --------------------- | ------ | --------- | ----- |
| Medalha de ouro   | 1     | NOR Marit Bjørgen     | 3:39.2 | +0.0      |       |
| Medalha de prata  | 5     | POL Justyna Kowalczyk | 3:40.3 | +1.1      |       |
| Medalha de bronze | 19    | SLO Petra Majdič      | 3:41.0 | +1.8      |       |
| 4                 | 3     | SWE Anna Olsson       | 3:41.7 | +2.5      |       |
| 5                 | 4     | ITA Magda Genuin      | 3:49.1 | +9.9      |       |
| 6                 | 8     | NOR Celine Brun-Lie   | 3:51.5 | +12.3     |       |

Legenda
| Recorde mundial      | Recorde mundial (World record)               |                       | Recorde africano                      | Recorde africano (African) |                                           | Q | Classificado por posição (Qualified) |
| Recorde olímpico     | Recorde olímpico (Olympic record)            | Recorde da América    | Recorde da América (Americas)         | q                          | Classificado por melhor tempo (Qualified) |   |                                      |
| Melhor marca do ano  | Melhor marca do ano (World leading)          | Recorde asiático      | Recorde asiático (Asian)              | DNS                        | Não largou (Did not start)                |   |                                      |
| Recorde nacional     | Recorde nacional (National record)           | Recorde europeu       | Recorde europeu (European)            | DNF                        | Não terminou (Did not finish)             |   |                                      |
| Recorde pessoal      | Recorde pessoal do atleta (Personal best)    | Recorde da Oceania    | Recorde da Oceania (Oceania)          | DSQ / DQ                   | Desclassificado (Disqualified)            |   |                                      |
| Recorde da temporada | Recorde da temporada do atleta (Season best) | Recorde sul-americano | Recorde sul-americano (South America) | NM                         | Sem marca (No mark)                       |   |                                      |